# Річард Райт (футболіст)
Річард Іан Райт (англ. Richard Ian Wright, нар. 5 листопада 1977, Іпсвіч) — колишній англійський футболіст, воротар.

## Клубна кар'єра
У дорослому футболі дебютував 1994 року виступами за рідну команду «Іпсвіч Таун», в якій провів сім сезонів, взявши участь у 240 матчах чемпіонату. Більшість часу, проведеного у складі «Іпсвіч Тауна», був основним голкіпером команди.
Протягом 2001—2002 років захищав кольори команди клубу «Арсенал».
Своєю грою за «канонірів» привернув увагу представників тренерського штабу «Евертона», до складу якого приєднався 24 липня 2002 року. Відіграв за клуб з Ліверпуля наступні п'ять сезонів своєї ігрової кар'єри.
4 липня 2007 року Річард перейшов до «Вест Хем Юнайтед», проте пробитися в основу не зумів і навесні наступного року був відданий в оренду до «Саутгемптона» до кінця сезону, після чого повернувся в «Іпсвіч Таун».
22 вересня 2010 року приєднався до складу «Шеффілд Юнайтед», проте за майже цілий сезон провів за клуб лише два матчі, через що у квітні 2011 року розірвав контракт з клубом за згодою обох сторін.
Залишившись без клубу, Річард повернувся до «Іпсвіч Тауна», в якому став підтримувати ігрову форму та грати за дублюючий склад. 23 листопада 2011 року підписав з клубом повноцінний контракт і втретє в своїй кар'єрі став захищати кольори рідного «Іпсвіч Тауна», в якому, втім, протягом сезон провів лише одну гру за головну команду клубу.
2012 року приєднався до «Престон Норт-Енд», однак відразу ж отримав пропозицію від «Манчестер Сіті» і став резервним голкіпером манчестерської команди. Його взяли як заміну фарерцю Гуннару Нільсену, який покинув Сіті і Райт став третім воротарем клубу після Джо Харта і Костела Пантілімона (з 2014 року — Віллі Кабальєро). Проте за наступні чотири сезони Райт не провів у складі Ман Сіті жодного офіційного матчу. Влітку 2016 року сторони вирішили не продовжувати співпрацю, після чого Райт вирішив завершити свою ігрову кар'єру.

## Виступи за збірну
2000 року дебютував в офіційних матчах у складі національної збірної Англії. В наступному році Річард був викликаний до збірної ще раз, але цей виклик став останнім у його кар'єрі.
У складі збірної був учасником чемпіонату Європи 2000 року у Бельгії та Нідерландах, проте, будучи третім голкіпером, так жодного разі і не вийшов на поле на турнірі.

## Титули і досягнення
- Чемпіон Англії (1):

«Арсенал»: 2001-02
- Володар Кубка Англії (1):

«Арсенал»: 2001-02